# 고기성
고기성(高奇成, 1970년 6월 27일 ~)은 한화 이글스의 전 야구 선수다. 입단 초기에는 백업으로 출전했으나 1995년 이후 입지가 급격히 줄어들었고 1998년을 끝으로 은퇴했다.

## 출신 학교
- 부산고등학교
- 동아대학교

## 같이 보기
- 빙그레 이글스 연도별 선수 명단